# Svjetski skijaški kup 2019.
Svjetski kup u alpskom skijanju 2018./2019. 53. sezona Svjetskog skijaškog kupa 2019. godine počela je 27. listopada 2018. u austrijskom Söldenu, a završila 17. ožujka 2019. u andorskom Soldeu. 
Skijaši su odvozili 39 utrka (8 spustova, 7 super-veleslaloma, 9 veleslaloma, 12 slaloma, 2 alpske kombinacije i 1 paralelni slalom). Najviše bodova (1546) osvojio je Marcel Hirscher iz Austrije.
Skijašice su odvozile 35 utrke (8 spustova, 6 super-veleslaloma, 8 veleslaloma, 12 slaloma, 1 alpske kombinacije i 1 paralelni i slalom). Najviše bodova (2204) osvojila je Mikaela Shiffrin iz Sjedinjenih Američkih Država.

### Ukupni pobjednici
|           | Ukupno           | Slalom           | Spust              | Super-G          | Veleslalom       | Kombinacija       |
| --------- | ---------------- | ---------------- | ------------------ | ---------------- | ---------------- | ----------------- |
| Skijaši   | Marcel Hirscher  | Marcel Hirscher  | Beat Feuz          | Dominik Paris    | Marcel Hirscher  | Alexis Pinturault |
| Skijašice | Mikaela Shiffrin | Mikaela Shiffrin | Nicole Schmidhofer | Mikaela Shiffrin | Mikaela Shiffrin | Federica Brignone |

## Skijaši
| Plasman | Ime                     | Država    | Bodovi |
| ------- | ----------------------- | --------- | ------ |
| 1.      | Marcel Hirscher         | Austrija  | 1620   |
| 2.      | Alexis Pinturault       | Francuska | 1145   |
| 3.      | Henrik Kristoffersen    | Norveška  | 1047   |
| 4.      | Dominik Paris           | Italija   | 950    |
| 5.      | Vincent Kriechmayr      | Austrija  | 739    |
| 6.      | Beat Feuz               | Švicarska | 722    |
| 7.      | Mauro Caviezel          | Švicarska | 696    |
| 8.      | Aleksander Aamodt Kilde | Norveška  | 651    |
| 9.      | Marco Schwarz           | Austrija  | 560    |
| 10.     | Manuel Feller           | Austrija  | 558    |

### Spust
| Plasman | Ime                     | Država    | Bodovi |
| ------- | ----------------------- | --------- | ------ |
| 1.      | Beat Feuz               | Švicarska | 540    |
| 2.      | Dominik Paris           | Italija   | 520    |
| 3.      | Vincent Kriechmayr      | Austrija  | 339    |
| 4.      | Aleksander Aamodt Kilde | Norveška  | 284    |
| 5.      | Mauro Caviezel          | Švicarska | 282    |

### Super-veleslalom
| Plasman | Ime                     | Država    | Bodovi |
| ------- | ----------------------- | --------- | ------ |
| 1.      | Dominik Paris           | Italija   | 430    |
| 2.      | Vincent Kriechmayr      | Austrija  | 346    |
| 3.      | Mauro Caviezel          | Švicarska | 324    |
| 4.      | Kjetil Jansrud          | Norveška  | 316    |
| 5.      | Aleksander Aamodt Kilde | Norveška  | 299    |

### Veleslalom
| Plasman | Ime                  | Država    | Bodovi |
| ------- | -------------------- | --------- | ------ |
| 1.      | Marcel Hirscher      | Austrija  | 680    |
| 2.      | Henrik Kristoffersen | Norveška  | 516    |
| 3.      | Alexis Pinturault    | Francuska | 469    |
| 4.      | Žanj Kranjec         | Slovenija | 344    |
| 5.      | Loic Meillard        | Švicarska | 313    |

### Slalom
| Plasman | Ime                  | Država    | Bodovi |
| ------- | -------------------- | --------- | ------ |
| 1.      | Marcel Hirscher      | Austrija  | 786    |
| 2.      | Clément Noël         | Francuska | 551    |
| 3.      | Daniel Yule          | Švicarska | 551    |
| 5.      | Ramon Zenhäusern     | Švicarska | 521    |
| 5.      | Henrik Kristoffersen | Norveška  | 516    |

### Alpska kombinacija
| Plasman | Ime                   | Država    | Bodovi |
| ------- | --------------------- | --------- | ------ |
| 1.      | Alexis Pinturault     | Francuska | 160    |
| 2.      | Marco Schwarz         | Austrija  | 100    |
| 3.      | Mauro Caviezel        | Švicarska | 90     |
| 4.      | Riccardo Tonetti      | Italija   | 82     |
| 5.      | Marcel Hirscher       | Austrija  | 80     |
| 5.      | Victor Muffat-Jeandet | Francuska | 80     |

## Skijašice
| Plasman | Ime                 | Država    | Bodovi |
| ------- | ------------------- | --------- | ------ |
| 1.      | Mikaela Shiffrin    | SAD       | 2204   |
| 2.      | Petra Vlhová        | Slovačka  | 1355   |
| 3.      | Wendy Holdener      | Švicarska | 1079   |
| 4.      | Viktoria Rebensburg | Njemačka  | 814    |
| 5.      | Nicole Schmidhofer  | Austrija  | 771    |
| 6.      | Federica Brignone   | Italija   | 764    |
| 7.      | Ragnhild Mowinckel  | Norveška  | 675    |
| 8.      | Frida Hansdotter    | Švedska   | 654    |
| 9.      | Stephanie Venier    | Austrija  | 528    |
| 10.     | Ilka Štuhec         | Slovenija | 507    |

### Spust
| Plasman | Ime                | Država    | Bodovi |
| ------- | ------------------ | --------- | ------ |
| 1.      | Nicole Schmidhofer | Austrija  | 468    |
| 2.      | Stephanie Venier   | Austrija  | 372    |
| 3.      | Ramona Siebenhofer | Austrija  | 354    |
| 4.      | Ilka Štuhec        | Slovenija | 343    |
| 5.      | Kira Weidle        | Njemačka  | 307    |

### Super-veleslalom
| Plasman | Ime                 | Država      | Bodovi |
| ------- | ------------------- | ----------- | ------ |
| 1.      | Mikaela Shiffrin    | SAD         | 350    |
| 2.      | Nicole Schmidhofer  | Austrija    | 303    |
| 3.      | Tina Weirather      | Lihtenštajn | 268    |
| 4.      | Viktoria Rebensburg | Njemačka    | 257    |
| 5.      | Ragnhild Mowinckel  | Norveška    | 247    |

### Veleslalom
| Plasman | Ime                 | Država    | Bodovi |
| ------- | ------------------- | --------- | ------ |
| 1.      | Mikaela Shiffrin    | SAD       | 615    |
| 2.      | Petra Vlhová        | Slovačka  | 478    |
| 3.      | Tessa Worley        | Francuska | 460    |
| 4.      | Viktoria Rebensburg | Njemačka  | 380    |
| 5.      | Federica Brignone   | Italija   | 360    |

### Slalom
| Plasman | Ime                | Država    | Bodovi |
| ------- | ------------------ | --------- | ------ |
| 1.      | Mikaela Shiffrin   | SAD       | 1160   |
| 2.      | Petra Vlhová       | Slovačka  | 877    |
| 3.      | Wendy Holdener     | Švicarska | 681    |
| 4.      | Anna Swenn-Larsson | Švedska   | 486    |
| 5.      | Frida Hansdotter   | Švedska   | 479    |

### Alpska kombinacija
| Plasman | Ime               | Država    | Bodovi |
| ------- | ----------------- | --------- | ------ |
| 1.      | Federica Brignone | Italija   | 100    |
| 2.      | Roni Remme        | Kanada    | 80     |
| 3.      | Wendy Holdener    | Švicarska | 60     |
| 4.      | Rahel Kopp        | Švicarska | 50     |
| 5.      | Patrizia Dorsch   | Njemačka  | 45     |

## Vanjske poveznice
- Svjetski skijaški kup 2019 - rezultati